# Nacho Novoa
José Ignacio Novoa Behobide, más conocido como Nacho Novoa, (Irún, 20 de diciembre de 1955) es un exjugador de balonmano español que jugó de lateral derecho. Su último equipo como profesional fue el BM Helados Alacant en la temporada 1991-92.
Fue internacional con la selección de balonmano de España en 188 ocasiones. Con la selección disputó los Juegos Olímpicos de Moscú 1980 y los Juegos Olímpicos de Los Ángeles 1984.

## Palmarés

### BM Calpisa Alicante
- División de Honor (3): 1976, 1977, 1978
- Copa del Rey de Balonmano (3): 1976, 1977, 1980
- Recopa de Europa de Balonmano (1): 1980

### Barcelona
- División de Honor (1): 1982

## Clubes
- Bidasoa Irún (1970-1975)
- Club Balonmano Calpisa (1975-1980)
- FC Barcelona (1980-1982)
- Club Balonmano Granollers (1982-1984)
- Tecnisan Alicante (1984-1986)
- Tenerife Tres de Mayo (1986-1987)
- BM Valencia (1987-1989)
- Club Balonmano Alzira (1989-1990)
- BM Helados Alacant (1990-1992)